# Sacha Boey
Sacha Gaston Boey (* 13. září 2000) je francouzský profesionální fotbalista, který hraje na pozici pravého obránce za německý klub FC Bayern Mnichov.

## Klubová kariéra

### Rennes a hostování v Dijonu
Boey debutoval v dresu Rennes 5. května 2019 při remíze 2:2 v Ligue 1 s Toulouse FC. Dne 5. října 2020 se Boey připojil k Dijonu na sezónní hostování.

### Galatasaray
Dne 26. července 2021 Galatasaray oznámil, že s Boeym podepsal smlouvu platnou do konce sezóny 2024/25. Dne 5. srpna hráč vstřelil gól při svém debutu při remíze 1:1 proti St. Johnstone ve třetím předkole Evropské ligy.
Boey se stal s Galatasarayem mistrem Süper Lig v sezóně 2022/23. Galatasaray porazil Ankaragücü 4:1 venku v zápase hraném 30. května 2023, dva týdny před koncem si klub zajistil vedení a získal 23. mistrovský titul ve své historii. Svůj první gól v Lize mistrů vstřelil Boey 20. září 2023 při remíze 2:2 s Kodaní.

### Bayern Mnichov
Dne 28. ledna 2024 oznámil bundesligový klub Bayern Mnichov podpis smlouvy s Boeym do 30. června 2028. Přestup byl oceněn na přibližně 30 milionů eur s dalšími 5 miliony eur v bonusech. Dohoda také obsahovala klauzuli o procentech z jakéhokoli budoucího prodeje a dvou přátelských zápasů, přičemž polovina zisku z těchto zápasů byla přidělena Galatasarayi. Svůj debut si odbyl 3. února, kdy nahradil Nussajíra Mazrávího při vítězství 3:1 nad Borussií Mönchengladbach.

## Reprezentační kariéra
Boey se narodil ve Francii, je původem Kamerunec a může tedy hrát za oba národy. Byl mládežnickým reprezentantem Francie ve věkových kategoriích do 17, 18 a 20 let.
Boey byl vybrán do týmu Kamerunu pro Africký pohár národů 2021, ale z konečného týmu byl nakonec vynechán. V březnu 2022 byl Boey zařazen do základní sestavy pro kvalifikační zápas Kamerunu na Mistrovství světa ve fotbale 2022 proti Alžírsku, ale z kádru byl nakonec opět vynechán.
Kamerunský manažer Rigobert Song v září 2022 uvedl, že Boey byl kontaktován, ale že kamerunský národní tým nebude "čekat každý den", než hráč rozhodne o své mezinárodní budoucnosti.
Dne 31. května 2023 byl Boey vybrán do francouzského národního fotbalového týmu do 21 let pro Mistrovství Evropy ve fotbale hráčů do 21 let 2023. Dne 14. června 2023 byl pro zranění kotníku nahrazen Valentinem Gendreym a nakonec vynechal celý šampionát.

## Statistiky

### Klubové
Platí k zápasu hranému 10. února 2024.
| Klub              | Sezóna            | Liga              | Liga   | Liga | Národní pohár | Národní pohár | Ligový pohár | Ligový pohár | Kontinentální | Kontinentální | Ostatní | Ostatní | Celkově | Celkově |
| Klub              | Sezóna            | Soutěž            | Zápasy | Góly | Zápasy        | Góly          | Zápasy       | Góly         | Zápasy        | Góly          | Zápasy  | Góly    | Zápasy  | Góly    |
| ----------------- | ----------------- | ----------------- | ------ | ---- | ------------- | ------------- | ------------ | ------------ | ------------- | ------------- | ------- | ------- | ------- | ------- |
| Rennes            | 2018/19           | Ligue 1           | 1      | 0    | 0             | 0             | 0            | 0            | –             | –             | —       | —       | 1       | 0       |
| Rennes            | 2019/20           | Ligue 1           | 5      | 0    | 0             | 0             | 1            | 0            | 2             | 0             | 1       | 0       | 9       | 0       |
| Rennes            | 2020/21           | Ligue 1           | 2      | 0    | 0             | 0             | –            | –            | 0             | 0             | —       | —       | 2       | 0       |
| Rennes            | Celkově           | Celkově           | 8      | 0    | 0             | 0             | 1            | 0            | 2             | 0             | 1       | 0       | 12      | 0       |
| Dijon (hostování) | 2020/21           | Ligue 1           | 24     | 0    | 0             | 0             | –            | –            | –             | –             | —       | —       | 24      | 0       |
| Galatasaray       | 2021/22           | Süper Lig         | 13     | 0    | 0             | 0             | –            | –            | 6             | 1             | —       | —       | 19      | 1       |
| Galatasaray       | 2022/23           | Süper Lig         | 31     | 1    | 2             | 0             | –            | –            | –             | –             | —       | —       | 33      | 1       |
| Galatasaray       | 2023/24           | Süper Lig         | 19     | 1    | 0             | 0             | –            | –            | 12            | 1             | 0       | 0       | 31      | 2       |
| Galatasaray       | Celkově           | Celkově           | 63     | 2    | 2             | 0             | –            | –            | 18            | 2             | 0       | 0       | 83      | 4       |
| Bayern Mnichov    | 2023/24           | Bundesliga        | 2      | 0    | –             | –             | –            | –            | 0             | 0             | –       | –       | 2       | 0       |
| Celkově v kariéře | Celkově v kariéře | Celkově v kariéře | 97     | 2    | 2             | 0             | 1            | 0            | 20            | 2             | 1       | 0       | 121     | 4       |

## Úspěchy
Galatasaray
- Süper Lig: 2022/23